# Aguanos
Els aguano (també awano, ahuano, hilaca, uguano, aguanu, santacrucino, tibilo) són un poble indígena del Perú. L'any 1959 eren 40 famílies. Viuen al Huallaga inferior i riu Samiria superior, i a l'afluent de la riba dreta del riu Marañón.
Avui fan conreu i s'han convertit en gran part al catolicisme romà.

## Història
Al segle xvi, Aguano es va trobar per primera vegada amb els espanyols. Les malalties introduïdes pels europeus i la guerra amb el jívaros van matar gran part de la tribu. Els membres supervivents dels pobles aguano pròpiament dit, Cutinana i Maparina es van unir per formar el que es coneix com el poble Aguana.
Al segle xix, l'aguano vivia a prop de Santa Cruz a la riba inferior del riu Huallaga. A mesura que es van aculturar més a la societat espanyola peruana, van adoptar el nom de Santacrucinos.